# Carl Jørgensen (atlet)
 For alternative betydninger, se Carl Jørgensen. (Se også artikler, som begynder med Carl Jørgensen)
Carl Jørgensen født 1885 var en dansk bogtrykker og atlet medlem af Københavns IF. Han vandt fem danske meterskaber på 400 meter/¼ mile samt et i femkamp og et i tikamp. 1906 satte han dansk rekord på ½ milen med tiden 2,07,0. Han var formand for Københavns IF 1911-1912.

## Danske mesterskaber
- Bronze 1915 400 meter
- Bronze 1914 400 meter
- Sølv 1913 400 meter
- Guld 1912 400 meter 54.0
- Bronze 1910 400 meter
- Sølv 1909 ¼ mile
- Guld 1908 ¼ mile 55.4
- Bronze 1908 Diskoskast
- Bronze 1908 Hammerkast 29,60
- Bronze 1908 120 yards hæk
- Guld 1907 ¼ mile 56.4
- Guld 1906 ¼ mile 55.0
- Guld 1906 ½ mile 2:07.0
- Guld 1906 Femkamp
- Guld 1906 Tikamp 4366,50p
- Bronze 1906 1 mile
- Bronze 1905 1 mile
- Bronze 1905 Hammerkast 27,93
- Sølv 1904 ¼ mile 57.8

## Personlige rekorder
- 400 meter: 54,0 1912
- 110 meter hæk: 19.6 27. august 1911
- 400 meter hæk: 66.6 1911